# آرتموس، کنتاکی
آرتموس (به انگلیسی: Artemus) یک منطقهٔ مسکونی در ایالات متحده آمریکا است که در شهرستان ناکس، کنتاکی واقع شده‌است.